# 935 Clivia
Clivia (asteroide 935) é um asteroide da cintura principal com um diâmetro de 7,87 quilómetros, a 1,893206 UA. Possui uma excentricidade de 0,1466661 e um período orbital de 1 207 dias (3,31 anos).
Clivia tem uma velocidade orbital média de 19,99646814 km/s e uma inclinação de 4,02436º.
Esse asteroide foi descoberto em 7 de Setembro de 1920 por Karl Reinmuth.